# Rintje Ritsma
Rintje Ritsma, anomenat Beer van Lemmer, (Lemmer, Països Baixos 1970) és un patinador de velocitat sobre gel neerlandès, ja retirat, que destacà a la dècada del 1990.

## Biografia
Va néixer el 13 d'abril de 1970 a la població de Lemmer, població situada a la província de Frísia.

## Carrera esportiva
Participà en els Jocs Olímpics d'Hivern de 1992 realitzats a Albertville (França), on finalitzà quart en la prova dels 1.500 m., dotzè en els 1.000 m. vint-i-setè en els 500 metres. En els Jocs Olímpics d'Hivern de 1994 realitzats a Lillehammer (Noruega) aconseguí guanyar dues medalles: una medalla de plata en els 1.500 m. i una medalla de bronze en els 5.000 m., a més de finalitzar setè en els 10.000 metres. En els Jocs Olímpics d'Hivern de 1998 realitzats a Nagano (Japó) aconseguí guanyar tres medalles, cap d'elles però d'or, la medalla de plata en la prova dels 5.000 m. i les medalles de bronze en els 1.500 m. i en els 10.000 metres. Participà en els Jocs Olímpics d'Hivern de 2002 realitzats a Salt Lake City (Estats Units), on fou novè en la prova dels 1.500 metres, i també participà en els Jocs Olímpics d'Hivern de 2006 realitzats a Torí (Itàlia), on aconseguí guanyar una nova medalla de bronze en la prova de pesecució per equips.
Al llarg de la seva carrera ha aconseguit catorze medalles en el Campionat del Món de patinatge de velocitat sobre gel, esdevenint campió de la prova combinada en quatre ocasions (1995, 1996, 1999 i 2001), una en 1.500 m. (1997) i una altra en 5.000 metres (1997). Així mateix ha estat campió d'Europa de patinatge de velocitat en sis ocasions (1994-1996 i 1998-2000).

### Rècords del món
| Prova    | Temps   | Data                   | Seu        |
| -------- | ------- | ---------------------- | ---------- |
| 1.500 m. | 1:51.60 | 8 de gener de 1994     | Hamar      |
| Samalog  | 156.201 | 9 de gener de 1994     | Hamar      |
| 1.500 m. | 1.48.88 | 20 de desembre de 1997 | Heerenveen |
| Samalog  | 152.651 | 7 de febrer de 1999    | Hamar      |

### Rècords personals
| Prova     | Temps    | Data                   | Seu            |
| --------- | -------- | ---------------------- | -------------- |
| 500 m.    | 35.90    | 20 de febrer de 1999   | Hamar          |
| 1.000 m.  | 1:10.19  | 20 de febrer de 1999   | Hamar          |
| 1.500 m.  | 1.45.86  | 19 de febrer de 2002   | Hamar          |
| 3.000 m.  | 3.49.29  | 11 de març de 2004     | Heerenveen     |
| 5.000 m.  | 6:20.26  | 19 de novembre de 2005 | Salt Lake City |
| 10.000 m. | 13:28.19 | 17 de febrer de 1998   | Hamar          |